# Cattedrale di Coutances
La cattedrale di Nostra Signora (in francese: cathédrale Notre-Dame) è il principale luogo di culto cattolico di Coutances, nel dipartimento della Manica, in Francia.
La chiesa, sede del vescovo di Coutances.
È dichiarata monumento storico di Francia dal 1862.

## Storia e descrizione

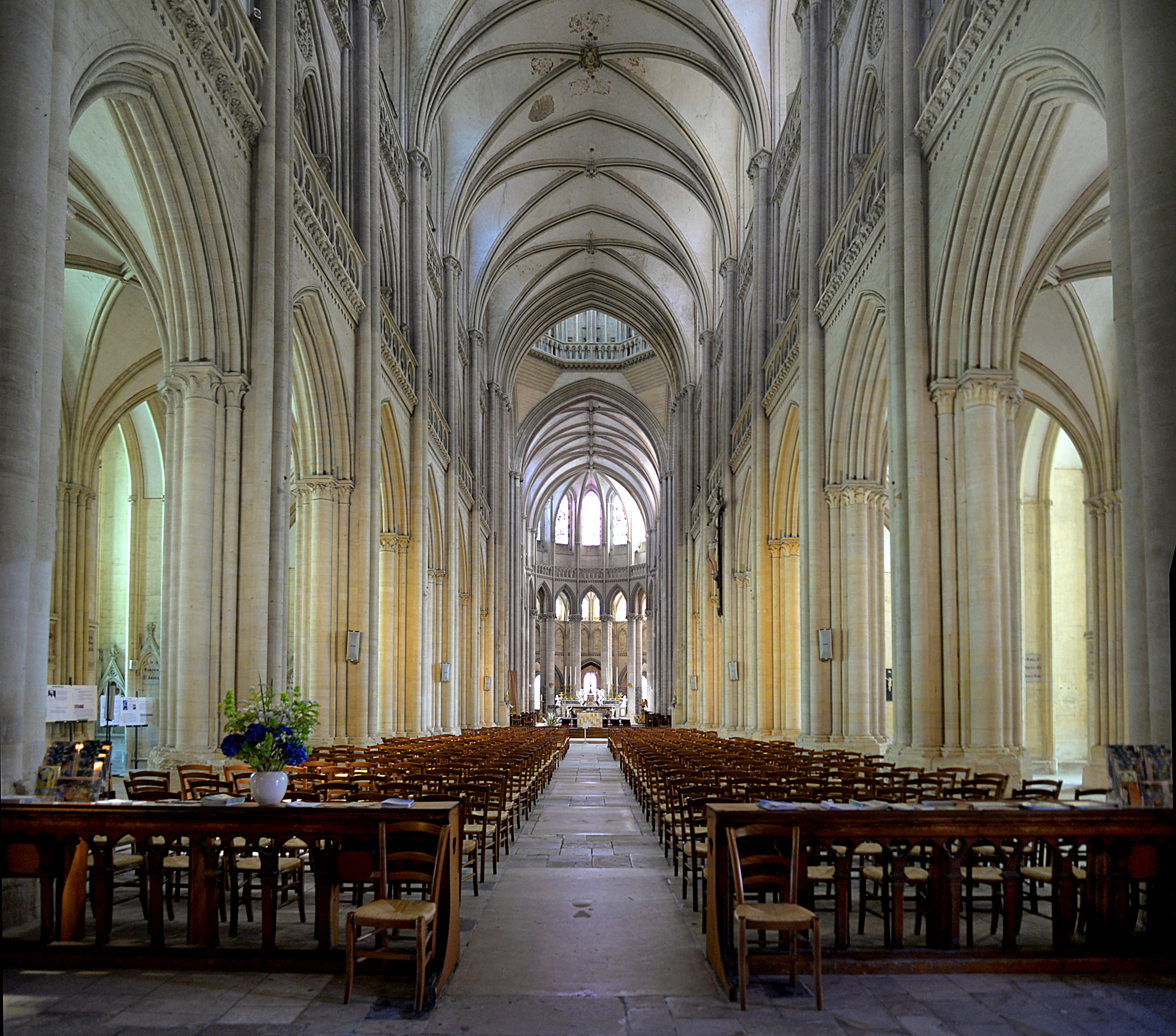
L'interno.

Dedicata a Notre-Dame e distrutta durante le incursioni normanne, venne ricostruita in forme romaniche a partire dal 1030, sotto il vescovo Roberto. Il suo successore, Goffredo di Montbray, si recò nel 1048 in Italia meridionale per ottenere un aiuto finanziario da parte di Roberto il Guiscardo e poté quindi terminare l'opera, dedicata nel 1056.

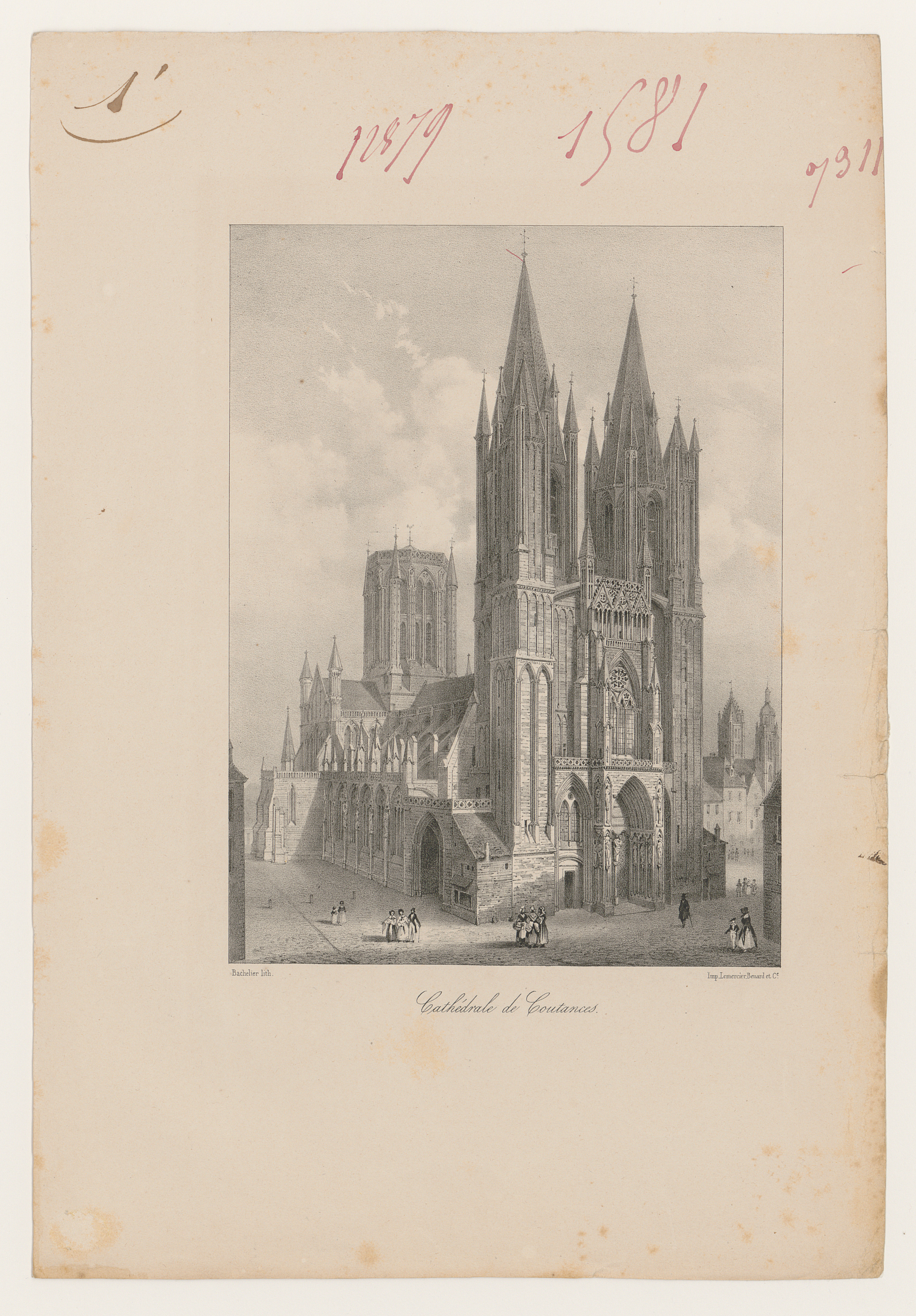

A partire dal 1210 il vescovo Hugues de Morville ne intraprese una nuova ricostruzione in forme gotiche: la navata romanica fu rifatta su tre livelli: le grandi arcate, le tribune (murate poco più tardi) e alte finestre, inquadrate nelle campate. Lo slancio verticale era sottolineato dalla mancanza di qualsiasi interruzione nelle colonne, che proseguivano senza soluzione di continuità nelle costolature della volta a crociera ogivale. Il coro, completato nel 1238 fu ricostruito dalle fondamenta con doppio deambulatorio, sul quale si aprono le cappelle disposte a raggera: gli spazi sono largamente aperti gli uni sugli altri, come sembra uso anche in altri esempi normanni.
La facciata presenta due torri, che inglobano quelle della precedente fase romanica, coronate da strette e altissime cuspidi. All'incrocio del transetto sorge la torre-lanterna ottagonale, con uno spazio interno che raggiunge i 41 m di altezza e articolata in tre livelli progressivamente l'uno meno sporgente dell'altro. La torre è inquadrata da quattro torrette che poggiano sugli enormi piloni dell'incrocio del transetto.
Tra il XIII e il XIV secolo si aggiunsero le cappelle laterali e la cappella centrale della zona absidale (la Circata) e dello stesso periodo e del secolo successivo sono le vetrate, tuttora conservate.